# Leucospis rieki
Leucospis rieki är en stekelart som beskrevs av Boucek 1974. Leucospis rieki ingår i släktet Leucospis och familjen Leucospidae. Inga underarter finns listade i Catalogue of Life.